# Grand Prix automobile d'Espagne 1933

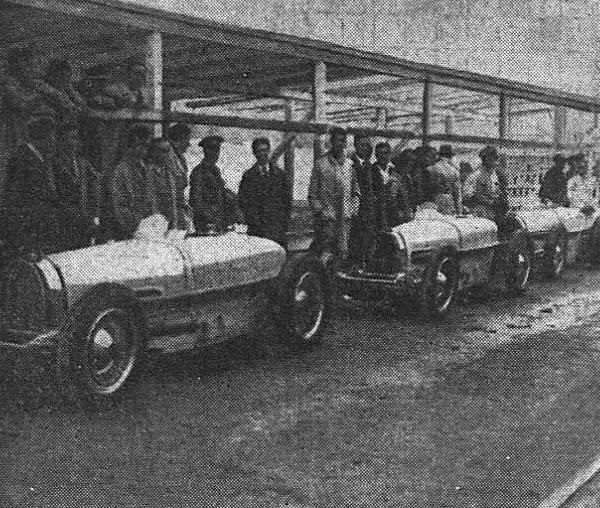
Concurrents du GP d'Espagne 1933.

Le Grand Prix automobile d'Espagne 1933 est un Grand Prix qui s'est tenu sur le circuit de Lasarte le 24 septembre 1933.

## Grille de départ
| 1re ligne | Pos. 3                     | Pos. 2                      | Pos. 1                        |
| --------- | -------------------------- | --------------------------- | ----------------------------- |
|           | Lehoux Bugatti T51         | Siena Alfa Romeo Monza      | Zanelli Alfa Romeo Monza      |
| 2e ligne  | Pos. 6                     | Pos. 5                      | Pos. 4                        |
|           | Etancelin Alfa Romeo Monza | Varzi Bugatti T59           | Fagioli Alfa Romeo Type B/P3  |
| 3e ligne  | Pos. 9                     | Pos. 8                      | Pos. 7                        |
|           | Frankl Bugatti T35B        | Dreyfus Bugatti T59         | Taruffi Maserati 8CM          |
| 4e ligne  | Pos. 12                    | Pos. 11                     | Pos. 10                       |
|           | Falchetto Bugatti T51      | Zehender Maserati 8CM       | Wimille Alfa Romeo Monza      |
| 5e ligne  |                            | Pos. 14                     | Pos. 13                       |
|           |                            | Chiron Alfa Romeo Type B/P3 | Nuvolari Alfa Romeo Type B/P3 |

## Classement de la course
| Pos  | no | Pilote              | Écurie           | Châssis              | Tours | Temps/Abandon     | Grille |
| ---- | -- | ------------------- | ---------------- | -------------------- | ----- | ----------------- | ------ |
| 1    | 38 | Louis Chiron        | Scuderia Ferrari | Alfa Romeo Type B/P3 | 30    | 3 h 50 min 57 s 4 | 14     |
| 2    | 10 | Luigi Fagioli       | Scuderia Ferrari | Alfa Romeo Type B/P3 | 30    | + 4 min 24 s 4    | 4      |
| 3    | 8  | Marcel Lehoux       | Privé            | Bugatti T51          | 30    | + 21 min 52 s 4   | 3      |
| 4    | 18 | Achille Varzi       | Bugatti          | Bugatti T59          | 30    | + 23 min 17 s     | 5      |
| 5    | 30 | Jean-Pierre Wimille | Sommer/Wimille   | Alfa Romeo Monza     | 30    | + 25 min          | 10     |
| 6    | 26 | René Dreyfus        | Bugatti          | Bugatti T59          | 29    |                   | 8      |
| Abd. | 22 | Philippe Etancelin  | Privé            | Alfa Romeo Monza     | 27    | Crevaison         | 6      |
| Abd. | 2  | Juan Zanelli        | Privé            | Alfa Romeo Monza     | 20    |                   | 1      |
| Abd. | 36 | Tazio Nuvolari      | Maserati         | Maserati 8CM         | 19    | Accident          | 13     |
| Abd. | 24 | Piero Taruffi       | Maserati         | Maserati 8CM         | 18    | Accident          | 7      |
| Abd. | 24 | Benoît Falchetto    | Privé            | Bugatti T51          | 13    |                   | 12     |
| Abd. | 32 | Goffredo Zehender   | Maserati         | Maserati 8CM         | 13    |                   | 11     |
| Abd. | 28 | Emil Frankl         | Privé            | Bugatti T35B         | 8     | Accident          | 9      |
| Abd. | 6  | Eugenio Siena       | Scuderia Ferrari | Alfa Romeo Monza     | 5     |                   | 2      |

- Légende: Abd.=Abandon.

## Pole position & Record du tour
- Pole position : Juan Zanelli.
- Tour le plus rapide : Tazio Nuvolari en 6 min 41 s 2.

### Tours en tête
- Tazio Nuvolari : 18 tours (2-19)
- Louis Chiron : 11 tours (20-30)
- Marcel Lehoux : 1 tour (1)